# Liberia op de Olympische Zomerspelen 1956
Liberia debuteerde op de Olympische Zomerspelen tijdens de Olympische Zomerspelen 1956 in Melbourne, Australië. Het wist tot op heden  nog geen medaille te winnen.

## Deelnemers en resultaten
(m) = mannen, (v) = vrouwen 

### Atletiek
| Olympiër                                                        | Discipline      | Resultaat | Prestatie                     |
| --------------------------------------------------------------- | --------------- | --------- | ----------------------------- |
| Emmanuel Putu                                                   | 100m (m)        | 51e       | serie 6: 5de in 11,44         |
| James Roberts                                                   | 100m (m)        | 53e       | serie 5: 6de in 11,45         |
| Emmanuel Putu                                                   | 200m (m)        | 64e       | serie 11: 7de in 24,33        |
| James Roberts                                                   | 200m (m)        | DSQ       | serie 3: gediskwalificeerd    |
| George Johnson                                                  | 400m (m)        | 40e       | serie 7: 6de in 54,8          |
| George Johnson                                                  | 800m (m)        | series    | serie 4: 7de                  |
| George Johnson Edward Martins Emmanuel Gbecy Putu James Roberts | 4x100m (m)      | 17e       | serie 1: 5de in 47,7          |
| Edward Martins                                                  | verspringen (m) | 31e       | kwalificatie: 31ste met 6,01m |

Afghanistan · Argentinië · Australië · Bahama's · België · Bermuda · Birma · Brazilië · Brits-Guiana · Bulgarije · Cambodja* · Canada · Ceylon · Chili · Colombia · Cuba · Denemarken · Duits eenheidsteam · Egypte* · Ethiopië · Fiji · Filipijnen · Finland · Frankrijk · Griekenland · Groot-Brittannië · Hongarije · Hongkong · Ierland · IJsland · India · Indonesië · Iran · Israël · Italië · Jamaica · Japan · Joegoslavië · Kenia · Liberia · Luxemburg · Malakka · Mexico · Nederland* · Nieuw-Zeeland · Nigeria · Noord-Borneo · Noorwegen · Oeganda · Oostenrijk · Pakistan · Peru · Polen · Portugal · Puerto Rico · Roemenië · Singapore · Sovjet-Unie · Spanje* · Taiwan · Thailand · Trinidad en Tobago · Tsjecho-Slowakije · Turkije · Uruguay · Venezuela · Verenigde Staten · Vietnam · Zuid-Afrika · Zuid-Korea · Zweden · Zwitserland*

*alleen deelgenomen in Stockholm